# Nicolas Vatomanga
Pour les articles homonymes, voir Rakotovao.
Dans le nom malgache Vatomanga Nicolas, le nom de famille précède le prénom, mais cet article utilise l’ordre habituel en français Nicolas Vatomanga, où le prénom précède le nom.
Nicolas Vatomanga Andrianaivo Rakotovao dit Nicolas Vatomanga est un saxophoniste et flûtiste de jazz et de world jazz, arrangeur, compositeur et chef de formation né en 1975 à Ambatomanga (Madagascar). Il mêle au jazz des éléments de blues et de musiques traditionnelles de Madagascar, notamment : le hira gasy (ou vakodrazana) du Centre, le beko du Sud et le salegy du Nord de la grande île.
Il est également reconnu comme l'un des héritiers  de la tradition de la flûte sodina et de son dernier grand maître, Rakoto Frah (Philibert Rabezoza Rakoto).
Nicolas Vatomanga a joué et/ou enregistré en Europe, en Afrique ou aux États-Unis avec notamment : Miriam Makeba, Mokhtar Samba, Paco Sery, Eric Le Lann, Tony Rabeson, Serge Rahoerson, Lionel Loueke, Linley Marthe, Rakoto Frah, Idrissa Diop, Solorazaf, Régis Gizavo, Jaojoby Eusèbe, Hanitra Ranaivo, Silo Andrianandraina, Julio Rakotonanahary, Fanja Andriamanantena, Datita Rabeson, Solo Andrianasolo, Dimitri Douriantonis, Rémy Voide, Seta Ramaroson, Eric Manana, Justin Vali et Rajery.
Il avait été invité par Joe Zawinul à jouer lors de son concert au Parc Floral Paris 2002, bien qu'il n'ait pu honorer l'invitation.
Il a également accompagné à Madagascar, sur scène ou en studio, la plupart des artistes malgaches actuels, tous genres confondus.
Depuis 2004, il réside et se produit à Madagascar où il a créé son propre groupe, le Vatomanga Band qui apparut pour la première fois en quartet lors du Festival Madajazzcar 2005, puis s'est progressivement agrandi et se produit en septet depuis 2010. Le groupe prend le nom de MadaJazz en 2011.

## Biographie

### Enfance et formation musicale
Nicolas Vatomanga reçoit une formation musicale classique dès l'âge de 4 ans au Centre national de l'enseignement de la musique (CNEM) d'Antananarivo. Il a notamment comme professeurs Mme Alisera et Seta Ramaroson Andrianary (flûtiste, saxophoniste et compositeur), reconnus pour être d'excellents pédagogues. Ayant choisi la flûte traversière comme premier instrument de prédilection, Vatomanga continue l'approfondissement de cet instrument auprès du même maître, Seta, ainsi que Gilles Ramiarison, au Cercle Germano-Malgache (CGM) d'Antananarivo.
Enfant précoce, il compose au piano dès l'âge de huit ans et se produit fréquemment dans des concerts classiques (CNEM, CGM) dès 10 ans. Sa mère a, selon ses dires, eu une grande influence sur ses goûts et sa passion pour la musique : mélomane de musique classique, de blues, de gospel et de musique traditionnelle (le hira gasy, les Kalon'ny fahiny, Ny Antsaly, Rakotozafy et Rakoto Frah particulièrement), elle apprit à jouer de la valiha (la cithare malgache sur bambou) au moment où lui débutait à la flûte.[réf. souhaitée]

### Ses premiers pas dans le jazz
À quatorze ans, sur une invitation de Seta Ramaroson, Vatomanga assiste à Antananarivo à un concert donné par le saxophoniste et flûtiste américain d'origine caribéenne Talib Kibwe (T. K. Blue). Cette expérience s'avère être une véritable révélation pour lui. À la suite du concert, il apprend par cœur d'oreille à la flûte traversière le thème et le solo de « Pinnacle of Joy » de l'album Egyptian Oasis (1987) du jazzman américain. Il décide dès lors de s'initier au saxophone et à cette forme d'expression nouvelle pour lui : la musique improvisée. Son mentor, Seta Ramaroson, par ailleurs saxophoniste de jazz lui apprendra les bases de l'harmonisation jazz et de l'improvisation.
Encouragé également par Silo Andrianandraina, son grand ami de classe de seconde au lycée, Vatomanga écoute et explore l'univers des fondamentaux du jazz à travers notamment les œuvres de ""Bird" Charlie Parker, Miles Davis, George Shearing, Oscar Peterson, Sonny Rollins, Stan Getz, Bill Evans, McCoy Tyner, Herbie Hancock, Wayne Shorter, Joe Zawinul et John Coltrane. Ce dernier aura une très grande influence sur son jeu. Par ailleurs sensible à ses racines africaines, il écoute parallèlement le world jazz sud-africain, notamment : la chanteuse Miriam Makeba, le trompettiste et chanteur Hugh Masekela et le pianiste Bheki Mseleku.
À quinze ans, il commence à pratiquer pour la première fois collectivement le saxophone dans deux groupes de jazz fusion d'Antananarivo : le Solomiral et le Tôty Band -encore informel à l'époque- et dans une formation plus traditionnelle jouant de la musique du Sud de Madagascar : Tsimihole. Il participe en 1992 - il a alors dix-sept ans- à son premier Madajazzcar en compagnie d'un groupe informel créé pour l'occasion.
Le bassiste "Tôty" Olvier Andriamampianina sera le second mentor de Vatomanga. Seta et Tôty l'encourageront constamment à poursuivre une carrière musicale. Durant toute son année du Baccalauréat il fréquente le Jazz Club de Mahamasina fondé par Sammy Andriamanoro, pianiste de jazz et compositeur. Sammy devient son troisième mentor et lui enseignera, durant un an, l'art des standards.
Son baccalauréat scientifique en poche en 1993, Vatomanga s'inscrit en Mathématiques à l'Université d'Aix-Marseille III (France) et y suit avec succès les cours pendant deux ans, tout en continuant assidûment la pratique quotidienne du saxophone. En 1994 il réussit le concours d'entrée au Conservatoire d'Aix-en-Provence dont il suit les cours de jazz pendant un an parallèlement à ses études. C'est à cette époque qu'il rencontre Alain "Bélain" Rabeson - cousin germain du batteur Tony Rabeson.
Bassiste, batteur et professeur de jazz, Alain Rabeson l'invite à jouer dans son groupe de Bossa & Samba et, en même temps, lui prodigue de nombreux conseils à la fois pratiques et théoriques. Cette rencontre avec ce pédagogue passionné et généreux, devenu son quatrième mentor, sera déterminante pour la suite de sa formation musicale. Accompagné à la batterie par "Bélain" il réussit en 1995 le concours d'entrée au conservatoire à rayonnement régional de Marseille -section jazz- dont il suit les cours durant un an.
Toujours sous le coaching de "Belain", il réussit en 1996 le concours d'entrée à l'American School of Modern Music de Paris (annexe de la Berklee College of Music de Boston, MA) dont il boucle le parcours en trois ans au lieu de cinq, ayant sauté deux classes. Il y approfondit notamment l'art de la composition, de l'arrangement et de la direction d'orchestre. Sorti premier en 5e année, il reçoit une bourse pour poursuivre une dernière année à Berklee (Boston). Il décline le Prix. C'est à cette école qu'il se lie d'amitié avec Lionel Loueke, également élève de l'American School. C'est également à cette période qu'il fait la connaissance du musicologue spécialiste de Madagascar : Victor Randrianary.

### Début de carrière en Europe et en Afrique: jazz et world music
Parallèlement à ses études musicales à Paris, le jeune saxophoniste est invité à jouer dans le trio formé par le batteur Tony Rabeson et le trompettiste Éric Le Lann en compagnie desquels il se produit pour la première fois au Duc des Lombards en 1998. Ces échanges avec Tony Rabeson, son cinquième mentor, parachèvent sa formation musicale pratique. Au cours de cette même période, il a souvent l'occasion de faire des bœufs avec Serge et Nivo Rahoerson dans le Jazz Club du restaurant L'Arbuci à Saint-Germain-des-Prés dans le quartier latin, de même qu'il lui arrive de jouer en formation avec les guitaristes "Datita" Patrick Rabeson et Dimitri Douriantonis, le batteur Rémy Voide et le bassiste Sylvain Marc.
À la suite de ses études musicales et sur une période de cinq ans entre 1999 et 2004, il poursuit une carrière sideman dans divers groupes internationaux de world jazz et de world music.
En matière de world jazz, il fait à Paris la connaissance du guitariste  "Solorazaf" Solo Razafindrakoto, alors lead guitar de Miriam Makeba depuis 1986. C'est ainsi qu'il accompagne la chanteuse d'origine sud-africaine et participera à son concert à l'Olympia en 2000. Il collabore également avec la chanteuse Hanitra Ranaivo qu'il accompagne au Festival de Jazz à Vannes 2000. Il devient ensuite sideman dans le groupe Mossan de Mokhtar Samba avec qui il se produit au Nice Jazz Festival 2001 et participe sous le nom de "Nicolas Rakoto" à son album Dounia(sorti en 2005) aux côtés d'intervenants comme Mario Canonge, Etienne M'Bappe, Linley Marthe, Nguyên Lê, et Régis Gizavo. Il joue également sporadiquement en trio avec Datita Rabeson et Solo Andrianasolo (au FIAP de Paris en 2002 notamment).
Dans le domaine de la world music, Vatomanga accompagne en Europe et en Afrique des leaders malgaches et africains internationaux tels que : "Kilemà" Clément Randrianantoandro -avec lequel il enregistre l'album Ka Malisa (1999), Justin Vali, Eric Manana, Régis Gizavo et Rakoto Frah. En compagnie de ce dernier, il participe à une série d'enregistrements qui aboutiront aux albums Chants et danses en Imerina (2000) et Madagascar : Pays Merina (2001). La filiation entre les deux hommes attribuée par les musicologues vient sans doute de ces travaux qui seront les derniers enregistrements d'album de Rakoto Frah avant sa disparition en 2001. Il accompagne, ensuite, le chanteur sénégalais Idrissa Diop qui le fera découvrir le Sénégal et sa musique lors d'une tournée à Dakar. Il apparaît également dans l'album Fanamby (2001) de "Rajery" Germain Randrianarisoa, de même que dans Beratro (2002) avec Mara Carson. Enfin, il est avec le bassiste Julio Rakotonanahary l'un des membres fondateurs du groupe Wa Zimba avec lequel il enregistrera l'album Mande Wazy (2003).
De caractère ouvert à toutes les formes d'expressions artistiques, il se lie d'amitié à Paris avec le sculpteur de renom et compositeur Jonny "R'afa" Andriamanankoavy -avec qui il enregistre quelques-unes des compositions de ce dernier-, de la même manière qu'il fait connaissance avec l'écrivain Michèle Rakotoson avec qui il collabore également souvent.

### Retour aux sources
En 2004, mû par le désir de se ressourcer au cœur de l'ambiance musicale de Madagascar, Vatomanga décide de s'installer à Antananarivo. Depuis, il visite toutes les musiques de la Grande Île, du Nord au Sud, en jouant au sein de nombreux groupes locaux de tous les genres, allant de la musique traditionnelle à la fusion, en passant par la variété, sans jamais renier ses origines : la musique improvisée.
Au cours de ses pérégrinations, Vatomanga a jusqu'ici joué et enregistré avec des musiciens et des groupes de genre très divers tels que : Silo Andrianandraina (jazz & world jazz), Jaojoby Eusèbe (salegy) qu'il avait déjà accompagné dans l'album Aza Arianao (2001), Ghomy Rahamefy (free jazz), Solo Andrianasolo (jazz & world jazz), Fanja Andriamanantena (jazz & world jazz), Jackis Ralph (world jazz), "Hajazz" Haja Rasolomahatratra (world jazz), Fanaiky Rasolomahatratra (world jazz), qu'il accompagne dans l'album Melo Gasy (2008) et Goma (2011), Hazolahy (musique du Sud-Est) ou encore le groupe Social Fusion (world jazz) et Rajery (world).
Nicolas Vatomanga a également participé, en compagnie d'une dizaine de jazzmen Malgache, à l'enregistrement de l'album Madagascar Jazz Social Club : Mada In Blue (2008) - initié notamment par Arly Rajaobelina et Michel Boussat - dans lequel il présente deux de ses compositions.

### Vatomanga leader et pédagogue
Vatomanga crée en 2005 le "Vatomanga Band", avec lequel il apparaît régulièrement en club de jazz et annuellement lors du festival international Madajazzcar. Dès lors, il y forme de très jeunes musiciens malgaches à la pratique du jazz et des musiques modernes en général, prônant une ouverture totale vers toutes les formes contemporaines, tout en donnant une grande importance à l'écoute, à l'écriture et à l'approfondissement des structures traditionnelles de la riche musique de la grande île.
Le groupe a également un rôle de révélateur et/ou de promoteur de jeunes talents, aujourd'hui reconnus dans la sphère musicale malgache : on peut citer l'exemple du jeune pianiste de jazz Mahatozo Ravelonjaka qui intègre le groupe après avoir remporté, à 23 ans, le premier Prix du Concours national de jazz organisé par la radio RLI en 2005. De même que le jeune guitariste de jazz, Joël Rabesolo, qui a également été accueilli par le groupe après avoir été lauréat du même concours en 2006.
Le groupe est, enfin, pour tous ces jeunes musiciens un lieu d'élaboration progressive de leur propre style d'expression musicale, en leur permettant d'approfondir leurs compositions et en les testant continuellement par le dialogue avec le public.
En 2011, Vatomanga et son groupe participent activement, en collaboration avec l'écrivain Michèle Rakotoson, à la création du "Projet Slam Jazz" (Slamjazz Projekt), une forme d'expression artistique qui associe le poème improvisé (slam) avec la musique improvisée (jazz).

### Les membres du Vatomanga Band depuis 2005
- 2005 à 2007 : "Vatomanga Quartet" : Mahatozo Ravelonjaka (clavier), Henintsoa Andriamasimanana (basse), Miora Rabarisoa (batterie) et Nicolas Vatomanga (saxophone soprano/alto/tenor, flûte sodina).
- 2008 à 2009: "Vatomanga Quintet" : Joël "Rabesl" Rabesolo (guitare), Mahatozo Ravelonjaka (clavier), Miora Rabarisoa (batterie), Henintsoa Andriamasimanana (basse) et Nicolas Vatomanga (saxophone soprano/alto/ténor, flûte sodina).
- 2010 : "Vatomanga Septet" : Joël "Rabesl" Rabesolo (guitare), Mahatozo Ravelonjaka (clavier), Miora Rabarisoa (batterie), Henintsoa Andriamasimanana (basse), Mika "Kim's" Rajaonarivelo (basse), Ludovic "Dovs" Rakotondraina (clavier), Andriantiana "Nata" Andrianantenaina (trompette) et Nicolas Vatomanga (saxophone soprano/alto/tenor, flûte sodina).
- 2011 : le septuor prend le nom de "Madajazz" et se compose de : Joël "Rabesl" Rabesolo (guitare), Miora Rabarisoa (batterie), Mika "Kim's" Rajaonarivelo (basse), Ludovic "Dovs" Rakotondraina (clavier), Andriantiana "Nata" Andrianantenaina (trompette), Laurent Amouric (percussions) et Nicolas Vatomanga (saxophone soprano/alto/tenor, flûte sodina) (featuring : Panayotis "Pana" Dourantonis, congas, Michèle Rakotoson, poèmes et Dadee Andrianaivoson, slam, pour le SlamJazz Projekt)

### Citations
- "La musique est un beau voyage où l'on est en permanente découverte." (entretien sur radio RLI)
- "Le jazz à Madagascar est parfois encore perçu comme hermétique et élitiste : c'est un détournement de l'esprit même du jazz." (entretien sur NoComment)

## Discographie

### Jazz
Album collectif
- 2008 : Malagasy Jazz Social Club : Mada In Blue (CD)  - Harmonia Mundi
- 2009 : Social Fusion - Social Group Production

Avec Mokhtar Samba
- 2005 : Dounia - O+ Music

Avec Julio Rakotonanahary
- 2003 : Mande Wazy - Tynder

Avec Fanaiky Rasolomahatratra
- 2007 : Melo Gasy - Fan Prod
- 2011 : Goma - Fan Prod

Avec Fanja Andriamanantena
- 2009 :Isika no Miaraka Mozika Tsotra Izao

Avec Silo Andrianandraina
- 2001 : Rimorimo – Tysa

Opus inédit
- 2000 : Redalandy - Opus inédit

Enregistrements publics
- 2005 : Vorompotsy (avec Mahatozo Ravelonjaka) - Radio RLI
- 2008 : Elatra - Radio RLI
- 2009 : Maraindraina - Radio RLI

### World Music
Avec Rakoto Frah
- 2000 : Chants et danses en Imerina - Label Arion Music
- 2001 : Madagascar Pays Merina - Ocora Radio France

Avec Jaojoby Eusèbe
- 2001 : Aza Arianao  - Label Bleu

Avec Kilema
- 1999 : Ka Malisa - Label Iris Music

Avec Rajery
- 2001 : Fanamby - Label Bleu - Indigo

Avec Mara Carson
- 2002 : Beratro - Autoproduction

## Filmographie
Comme musicien et/ou interviewé
- 2009 : Malagasy Jazz Social Club : Mada In Blue (DVD) - Harmonia Mundi
- 2009 : Madagascar : génération jazz ([film documentaire de T. Rasoanaivo)
- 2010 : Madajazzcar 2008 (court métrage) - Digital Development Communication

## Presse
- "19e Madajazzcar : L'île du jazz", dans Jazz magazine, no 599, janvier 2009, page 12